# 阿吡莫德
阿吡莫德（INN：apilimod；开发代号：STA-5326），或译阿匹莫德，是一种最初被确定为可以抑制白细胞介素IL-12和IL-23产生的药物，并被开发用于口服治疗克罗恩病和类风湿性关节炎等自身免疫性疾病，但是临床试验结果令人失望，而且这些药物的开发申请也暂停了。
随后，人们发现阿吡莫德还有另一种作用方式，即作为脂质激酶PIKfyve的抑制剂。PIKfyve产生两种脂质，即PtdIns5P和PtdIns(3,5)P2。在体外测定中，它们的合成可被阿吡莫德（ID50 = 0.4 nM）有效地抑制。在人胚胎肾细胞中施用阿匹莫德（100 nM；60分钟）可显着降低PtdIns5P和PtdIns(3,5)P2的水平。
最近，阿吡莫德已被提议用作潜在的抗病毒和抗癌药物，可用于治疗非霍奇金淋巴瘤以及埃博拉病毒病、拉沙热和COVID-19等病毒性疾病。